# Dallas Theological Seminary
Seminarium Teologiczne Dallas (DTS) – ewangelikalne seminarium teologiczne znajdujące się w Dallas w stanie Teksas. Jest znane z propagowania poglądu teologicznego znanego jako dyspensacjonalizm. DTS prowadzi kampusy w Atlancie, Austin, Gwatemali, Houston, Knoxville, Filadelfii, San Antonio, Waszyngtonie i w Tampa.
DTS został założony w 1924 roku przez teologa Lewis Sperry Chafer jako ewangelicki Koledż Teologiczny. Chafer pozostał prezesem aż do śmierci w 1952 roku. Od jesieni 2011, DTS ma prawie 14.000 absolwentów w 97 krajach na całym świecie.